# Polypogon modestalis
Polypogon modestalis là một loài bướm đêm trong họ Noctuidae.